# Севільський кролик
Севільський кролик (англ. Rabbit of Seville) — американський мультфільм 1950 року з серії Looney Tunes. Мультфільм займає 12 місце у списку 50 величних мультфільмів, складеному істориком анімації Джеррі Беком у 1994 році.

## Сюжет
У літньому театрі показують «Севільського цирульника». З лісу через чорний хід у театр забігає захеканий Багз Банні, якого переслідує озброєний Елмер Фадд. Кролик піднімає завісу і вистава починається передчасно: Багз — цирульник, Елмер — його клієнт. Відтак Багз Банні переодягається прекрасною дамою, потім заклиначем змій, потім нареченим.
Елмер бігає за кроликом по всій сцені, але завжди опиняється на перукарському кріслі, де над ним знущається Багз.

## Ролі озвучували
- Мел Бланк — Багз Банні
- Артур Браян[en] — Елмер Фадд (у титрах не вказаний)

## Факти
- У 1951 році мультфільм номінувався на премію «Г'юго» у номінації «Найкраща драматична постановка», але не виграв нагороди.[1]
- У сцені, де Багз Банні грає на голові Елмера, як на піаніно, у нього з'являється п'ятий палець.
- Один з перукарських засобів називається «Добриво Фігаро», також наприкінці мультфільму Багз Банні скидає Елмера у торт з написом «Одруження Фігаро».
- Відразу після вступних титрів показано театральну афішу, яка представляє оперу «Севільський цирульник». У ролях там вказана частина команди мультфільму, чиї імена стилізовано під італомовні:[2]
  - Eddie Selzer — Eduardo Selzeri (продюсер)
  - Michael Maltese — Michele Maltese (автор сценарію)
  - Chuck Jones — Carlo Jonzi (режисер)